# Rotterdamse Allanstellen

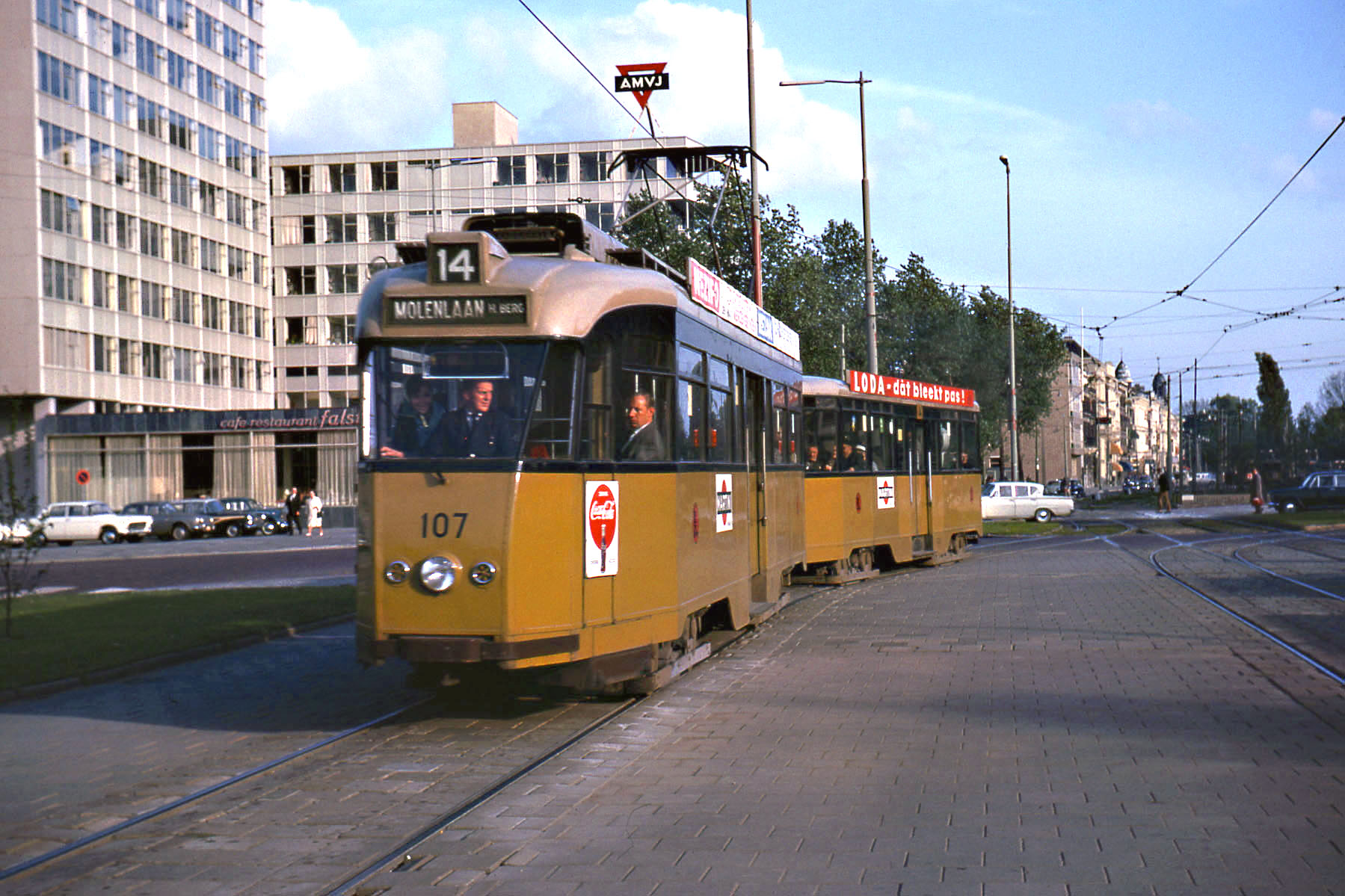
Motorwagen 107 met bijwagen op lijn 14 naar Hillegersberg (later lijn 4) op het Kruisplein, 1965.

De Rotterdamse Allanstellen zijn vierassige tramstellen, door de Rotterdamse Electrische Tram aangeschaft tussen 1948 en 1951. 

## Geschiedenis

### Proefwagens
Na de Tweede Wereldoorlog wilde de RET een opvolger voor de succesvolle serie 401-570. Eerst werden twee technisch zeer verschillende proefwagens, 571 en 572, gebouwd. Bij de aflevering waren het tweerichtingwagens. Na een uitgebreid proefbedrijf van enkele jaren viel de keuze op de ‘all electric’ 572, ten koste van de 'elektropneumatische' 571. In 1951 zijn beide motorwagens enigszins aan elkaar gelijk gemaakt, tot eenrichtingwagens verbouwd en vernummerd in 100 en 101. Deze wagens waren vierassers met een iets gebogen front en een wat andere achterkant zodat zij niet zo’n blokkerige indruk maakten als de vooroorlogse serie.

### Serie
Voortbordurend op het succes van de 572 / 101 werden in 1950/1951 de nog meer gestroomlijnde motorwagens 102-135, direct als eenrichtingswagens, in dienst gesteld. Dat in het interieur veel aluminium was verwerkt was in die tijd een noviteit. Bij de serie hoorden de bijwagens 1021-1056. Deze serie werd door treinconstructeur Allan gebouwd en daarom door het personeel 'Allan-treinen' genoemd. Hun rijeigenschappen waren zeer goed en het motorvermogen was voldoende voor het zwaarste vervoer. TL-verlichting en de latere rijtuigverwarming waren ook noviteiten. De middenstap, in de jaren 1930 nog geroemd, was later niet meer zo praktisch. De deuren konden niet automatisch sluitbaar worden gemaakt, ombouw tot eenmanswagen was onmogelijk. Omdat het aantal motorwagens gelijk was aan het aantal bijwagens werden en motorwagens meer onderhoud behoeven en meer storingen opleveren, werden in de vijftiger jaren de vooroorlogse vierassers met Smit motoren 561-570 aan de B-zijde voorzien van de voor het trekken van naoorlogse Allan bijwagen benodigde andere remkabelkoppeldoos. Eén wagen (562) beschikte gedurende enige tijd zelfs aan beide zijden over deze koppeldozen.

### Inzet
Na de komst van dit Allanmaterieel kon al het vooroorlogse tweeassige materieel – op de Delmez-wagens die tot in de jaren 1950 nog dienstdeden op lijn 15 na – uit dienst genomen worden. Tot de komst van de Düwag geledes deden de stellen primair dienst op de lijnen 4A, 4B en 14 en in spitsdiensten op de lijnen 2, 3, 5, 9, 10, 11, 15 en 17. In 1965 was er nog een plan om de stellen te verbouwen tot gelede wagens maar dat ging niet door, niet alleen vanwege de hoge kosten maar ook omdat door de middenbalkons geen plaats was voor een zittende conducteur achterin en er dan toch drie man personeel nodig bleven.
Na 1965 reden ze alleen nog maar vast op lijn 4A, de zogeheten 'zwarte' lijn 4 - dit in tegenstelling tot de "witte" lijn 4B, waarbij de achtergrond wit en het cijfer zwart is, dat in verband met het aan de linkerzijde moeten instappen op het beginpunt in Schiedam. In 1967 werden lijn 4A en 4B opgeheven en vervangen door de lijnen 1 en 8. De Allanstellen bleven voorlopig nog de hele dienst op lijn 8 rijden totdat het eindpunt Koemarkt in 1969 was aangepast. Daarna reden ze vooral spitsuur en aanvullende diensten en daarnaast sinds 1970 op lijn 11 als losse motorwagen. 

### Afvoer
In de jaren 1969-1972 werd het grootste deel van het Allan materieel wegens overbodigheid afgevoerd na nog geen twintig jaar dienst, iets waar men spoedig spijt van kreeg, gezien de vervoerstoename na de 'oliecrisis'. Een poging om nog bij de sloper verblijvende wagenbakken van motorrijtuigen terug te kopen (de draaistellen waren bij de RET achtergebleven), leverde een exorbitant hoge vraagprijs en een conflict met en het afscheid van de "huissloper" in IJsselmonde op. Vijf motorrijtuigbakken hebben nog zeker vijf jaar op het sloopterrein gestaan.

### Laatste stellen
Slechts negen motorwagens (109, 111, 115, 123, 128, 130, 131, 134, 135) en negen bijwagens (1024, 1029, 1033, 1034, 1040, 1042, 1048, 1050 en 1053) bleven over. Hiervan gingen in 1972 eerst twee en later nog eens vijf stellen naar Zuid voor de dienst in de spitsuren op de Zuidlijnen 2 en 12. Het aantal dienstdoende stellen varieerde van 2 in de zomer tot 5 in de winter. Nadat de 135 na een zware aanrijding al in 1973 was afgevoerd volgden in 1981 de 111, 1034, 1048 en 1053. Bij gebrek aan bijwagens reed er vanaf dat moment soms ook een losse motorwagen. In 1981 en 1982 kwamen ook op de Rechter Maasoever weer twee Allanstellen in de spitsuren in dienst op lijn 6. Begin juli 1983 was het op Zuid voor de laatst overgebleven zeven motorwagens en zes bijwagens definitief afgelopen. 

### Behouden
Vier motorwagens en drie bijwagens bleven behouden terwijl de 131 en 134 werden verbouwd tot een patatkraam in het centrum van Gouda.

## Museumtrams

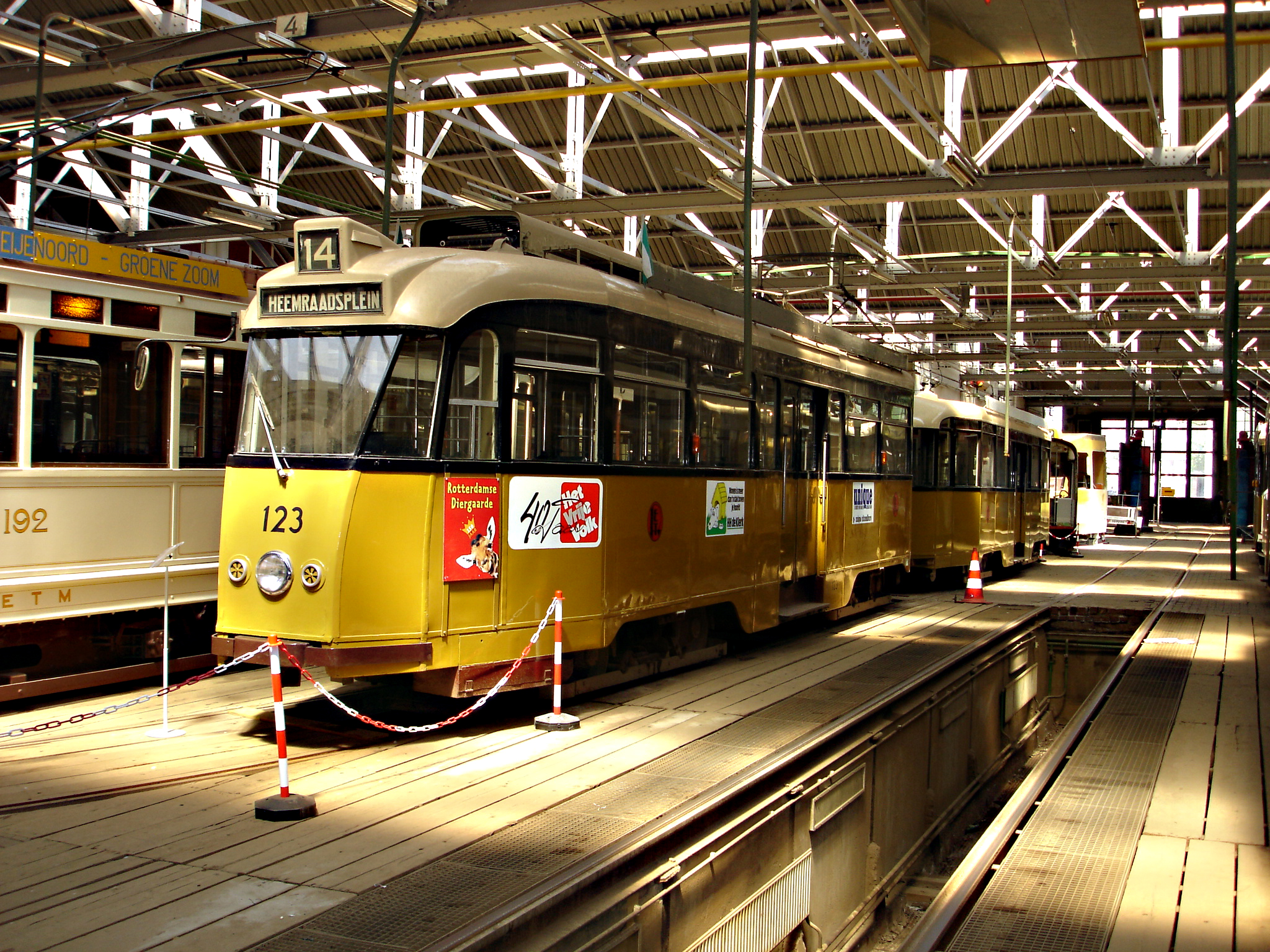
Vierassige motorwagen RET 123 (bouwjaar 1951) in het Trammuseum Rotterdam.

In Rotterdams Openbaar Vervoer Museum tenzij anders vermeld:
- Serie 102-135: 109, 115, 123 en 130
- Serie 1021-1056: 1040, 1042 en 1050. De laatste is verbouwd voor rolstoel-/ en kinderwagenvervoer en doet dienst op de Tramlijn Nederlands Openluchtmuseum te Arnhem.

## Afbeeldingen van Museumtrams in Rotterdam

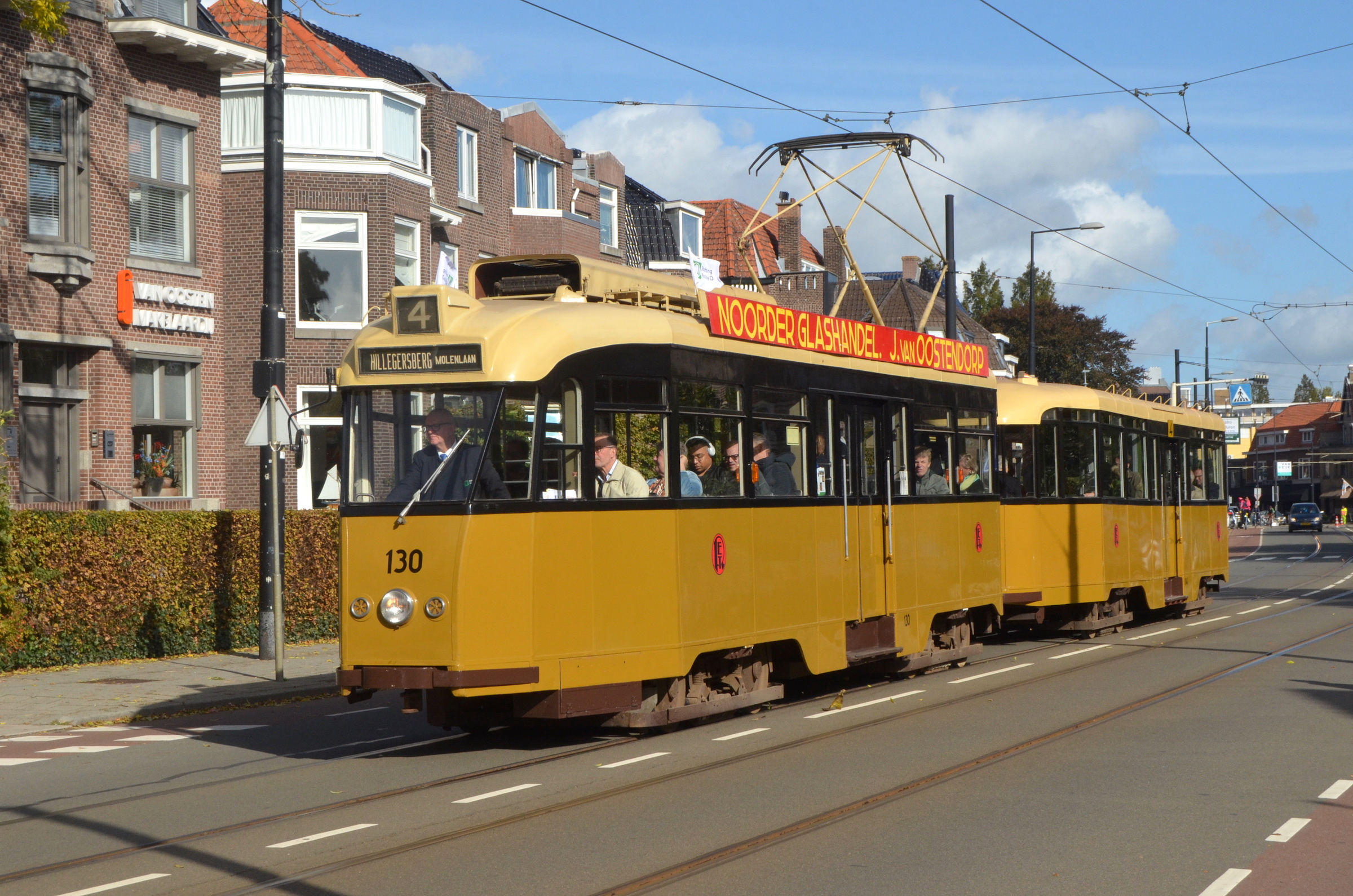
Allan-tramstel 130 + 1040 op de Straatweg Hillegersberg.
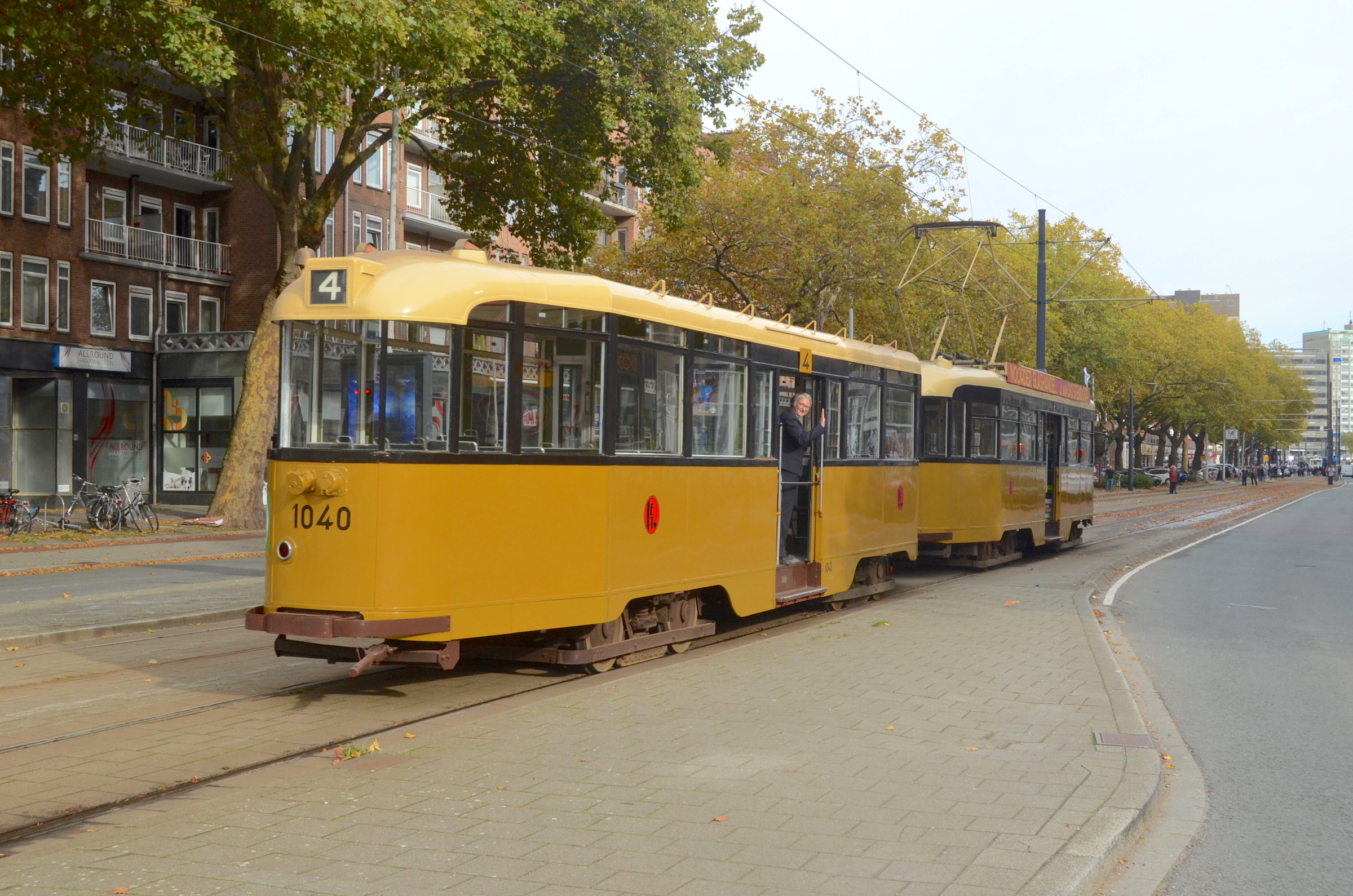
Allan-tramstel 1040 + 130 de Goudsesingel.